# Муромское духовное училище
Муромское православное духовное училище имени патриарха Пимена — среднее специальное учебное заведение Муромской епархии Русской православной церкви, существовавшее с 1999 по 2017 год. С 1722 по 1918 год было государственным начальным духовным учебным.

## История училища

### Пребывание в Спасо-Преображенском монастыре (первый этап)
Первое упоминание о Муромском духовном училище относится к 1720-м годам, когда на территории Спасо-Преображенского мужского монастыря г. Мурома по Указу Императора Петра I распоряжением митрополита Рязанского и Муромского Стефана (Яворского) было образовано «училище для обучения поповских детей».

### Пребывание в Благовещенском монастыре (второй этап)
В 1791 году Муромское духовное училище возобновило свою деятельность в здании на территории Благовещенского мужского монастыря г. Мурома. Из-за пожара, уничтожившего здание, училище было закрыто в 1800 году.

### Пребывание в городском помещении (третий этап)
В 1816 году Муромское духовное училище возобновило свою деятельность в отдельном городском здании.
В 1881—1883 годах было выстроено новое каменное здание училища по проекту муромского городского архитектора Василия Филипповича Афанасьева. В 1891 году встал вопрос о расширении училища. Согласно новому проекту епархиального архитектора Н. Д. Корицкого, здание училища увеличилось вдвое. Желая сохранить целостность форм, Н. Д. Корицкий повторил фасад В. Ф. Афанасьева: построил дополнительный второй ризалит, в котором соорудили парадный вход. Завершило постройку возведенное правое крыло. С восточной стороны здания был устроен апсидный выступ домовой церкви. По желанию архиепископа Владимирского и Суздальского Феогноста (Лебедева) храм освятили в честь создателей русской азбуки святых равноапостольных Кирилла и Мефодия. Торжественная закладка пристроя, в котором планировалось кроме храма разместить и общежитие, состоялась 11 мая 1891 года — в день памяти святых (по старому стилю).

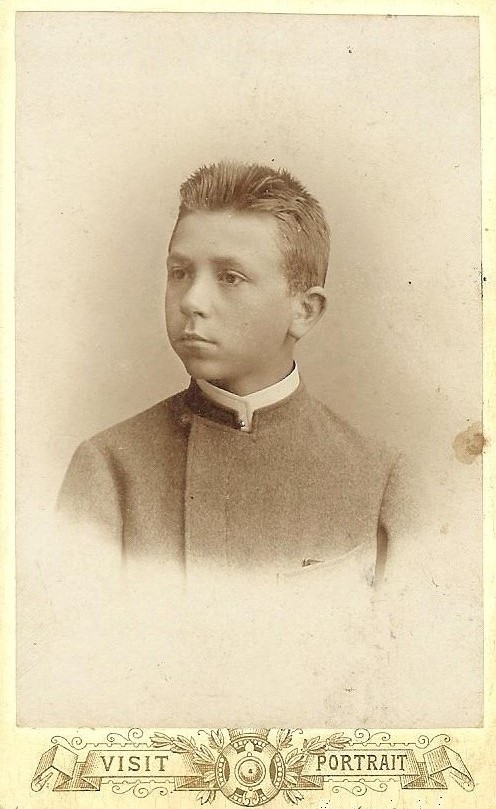
Константин Попов (выпуск 1898)

Перестройка училища повлекла за собой изменения во внутренней планировке здания. Согласно плану 1891 года, хранящемуся во Владимирском архиве, в подвальном этаже разместились столовая, хлебная пекарня, кухня помощника смотрителя, кладовая и квартиры служителей. По воспоминаниям муромского старожила, выпускника училища 1918 года А. А. Славянского, незадолго до революции в правом крыле подвала был устроен гимнастический зал. Вероятно, он занял место бывшей кладовой комнаты. В само здание училище вели две каменные лестницы: старая и новая (в пристрое). Новым парадным входом пользовался преимущественно педагогический персонал. Из рассказов А. А. Славянского известно, что существовало неписаное правило, согласно которому воспитанники духовного училища входили в здание через старое (левое) крыльцо. Единственным исключением было посещение домовой церкви.
В 1892 году в фундаментальной библиотеке училища насчитывалось 1500 книг русских и зарубежных авторов. Каждая классная комната была рассчитана на 40 учеников. Помещение подготовительного отделения могло вместить 50 воспитанников. По данным на 1901 год, в училище обучался 171 ученик. В фундаментальной библиотеке было свыше 1700 названий книг, в ученической — до 1200.
В 1903 году в училище значилось 149 учеников. Из них 76 проживало в общежитии. Рядом с училищем находился больничный корпус. В 1903 году в нём имелось шестнадцать коек. Позади училища находилась каменная баня и сарай для дров.
В 1918 году Муромское духовное училище было закрыто.

### Возобновление училища (1990-е)
Муромское духовное училище возобновило свою деятельность в 1999 году в стенах Благовещенского монастыря, а с 2003 года расположилось в здании братского корпуса Спасо-Преображенского монастыря города Мурома. Срок обучения — два года. Окончившие с отличием выпускники училища зачисляются на 2-й курс Владимирской духовной семинарии без экзаменов.
6 октября 2017 года на базе ликвидированного Муромского духовного училища был создан Центр подготовки церковных специалистов Муромской епархии Русской православной церкви

## Надзиратели (смотрители) духовного училища
- 1791—1800 Лепорский Василий, протоиерей
- 1816—1819 Грандицкий Иван Федотович (позднее священник)[5]
- 1825—1828 Аменицкий Георгий Федорович
- 1828—1830 Иероним (Агриков), игумен
- 1830—1831 Прокопий (Разумовский), игумен
- 1833—1842 Варлаам (Вигилянский), игумен
- 1842—1845 Нифонт (Успенский), игумен
- 1845—1849 Красовский Сергей Андреевич
- 1851—1869 Смирнов Иван Матвеевич
- 1869—1871 Любомудров Иоанн, протоиерей
- 1871—1872 Органов Иван Николаевич
- 1873—1874 Виноградов Дмитрий Николаевич
- 1876—1877 Вознесенский, Ксенофонт Александрович, статский советник
- 1877—1880 Орлов Евгений Иванович
- 1880—1887 Казанский Григорий Стефанович
- 1887—1889 Александровский Сергей Михайлович (позднее священник)
- 1889—1891 Альбицкий Сергей Александрович (позднее священник)
- 1891—1894 Миртов Пётр Алексеевич (позднее священник)
- 1894—1895 Лебедев Александр Тимофеевич (позднее священник)
- 1895—1897 Преображенский Иван Андреевич
- 1897—1900 Братановский Владимир Иванович (позднее священник)
- 1915—1918 Владимирский Николай, протоиерей

ректоры
- Кирилл (Епифанов) (1999—2011), игумен
- Варлаам (Пономарёв) (2011—2013), игумен

## Преподаватели училища
- 1842—1845 Савва (Тихомиров) (позднее архиепископ)
- 1850—1851 Свирелин, Александр Иванович

## Известные выпускники
- 1842 Воскресенский, Александр Михайлович, профессор Киевской духовной академии
- 1858 Иоанн (Смирнов), архиепископ Рязанский и Зарайский
- 1875 Савваитский, Михаил Иванович, инспектор Могилёвской духовной семинарии
- 1890 Дионисий (Валединский), митрополит, первоиерарх Польской православной церкви
- 1910 Богатов, Иван Петрович, директор краеведческого музея г. Мурома